# 大厄辛根
大厄辛根是德国下萨克森州的一个市镇。总面积57.45平方公里，总人口1862人，其中男性956人，女性906人（2011年12月31日），人口密度32人/平方公里。